# Amygdaloideae
Amygdaloideae es una subfamilia dentro la familia Rosaceae, que a su vez pertenece a la división de las plantas con flores (Magnoliophyta). Antiguamente algunos autores la consideraban separada de Rosaceae, y se usaron los nombres de familia Prunaceae y Amygdalaceae. Un reanálisis en 2007 mostró que la definición previa de la subfamilia Spiraeoideae era parafilética. Para resolver este problema, se definió una subfamilia más amplia que incluía el antiguo Amygdaloideae, Spiraeoideae y Maloideae. Esta nueva subfamilia, sin embargo, debe llamarse Amygdaloideae en vez de Spiraeoideae bajo el Código Internacional de Nomenclatura Botánica en su actualización de 2011.
Según su definición tradicional (sensu stricto), Amygdaloideae, que a menudo era denominada Prunoideae, incluía especies importantes comercialmente como el ciruelo, el cerezo, el albaricoquero, el melocotonero y el almendro. Estas plantas producen drupas, conocidas comúnmente como frutos con hueso, es decir, que contienen en su centro un endocarpio leñoso, llamado popularmente hueso o carozo, que alberga una sola semilla. De acuerdo con esta circunscripción, Prunoideae solía albergar los géneros Maddenia, Oemleria, Prinsepia y Prunus.
La definición expandida de Amygdaloideae añade especies que producen pomos, como el manzano y el peral, y también importantes plantas ornamentales como Spiraea y Aruncus, que producen otro tipo de frutos.

## Historia taxonómica
El nombre Prunoideae se usa a veces, pero es incorrecto. La publicación en 1835 de ese nombre por Gilbert Thomas Burnett (Burnett) es inválida porque carece de descripción (o diagnosis o referencia a una descripción o diagnosis anterior). Paul Fedorowitsch Horaninow (Horan.) publicó el nombre en 1847, pero Amygdaloideae, publicada en 1832 por George Arnott Walker Arnott, tiene prioridad y es por tanto el nombre correcto.
La taxonomía de este grupo de plantas dentro de las rosáceas no ha estado clara hasta hace poco. En 2001 se publicó que Amygdaloideae sensu stricto consta de dos clados distintos: Prunus–Maddenia y Exochorda–Oemleria–Prinsepia. Un estudio posterior mostró que Exochorda–Oemleria–Prinsepia está algo separado de Prunus–Maddenia–Pygeum, y que las subfamilias tradicionales Maloideae y Spiraeoideae deben ser incluidas en Amygdaloideae si se quiere evitar tener un grupo parafilético. Con esta clasificación, se considera que el genus Prunus incluye a Armeniaca, Cerasus, Amygdalus, Padus, Laurocerasus, Pygeum y Maddenia.
Robert Frost aludió a la integración de Amygdalaceae en Rosaceae en su poema The Rose Family (La familia de la rosa), cuando escribió "The rose is a rose and was always a rose / But the theory now goes that the apple's a rose, / and the pear is, and so's the plum, I suppose." ("La rosa es una rosa y fue siempre una rosa / Pero la teoría ahora es que la manzana es una rosa / y lo es la pera, y también la ciruela, supongo.") En la siguiente línea escribió, "The dear [eufemismo para "the dear Lord"] only knows what will next prove a rose." ("Solo Dios sabe lo siguiente que resultará ser una rosa") Esto hacía referencia a la cambiante opinión botánica que poco antes había reunido Amygdalaceae, Spiraeaceae y Malaceae con Rosaceae (lo que coincidía con la clasificación de 1789 de de Jussieu).

## Tribus
Según GRIN:
- Amygdaleae
- Exochordeae
- Gillenieae
- Kerrieae
- Lyonothamneae
- Maleae

## Clasificación
Una reciente clasificación ubica los siguientes géneros en la subfamilia:
- Adenostoma
- Amelanchier
- Aria, aquí considerado subgenus de Sorbus
- Aronia
- Aruncus
- Chaenomeles
- Chamaebatiaria
- Chamaemeles
- Chamaemespilus, aquí considerado subgénero de Sorbus
- Coleogyne
- Cormus, aquí considerado subgénero de Sorbus
- Cotoneaster
- Crataegus
- Cydonia
- Dichotomanthes
- Docynia
- Docyniopsis
- Eriobotrya
- Eriolobus
- Exochorda
- Gillenia
- Hesperomeles
- Heteromeles
- Holodiscus
- Kageneckia
- Kelseya
- Kerria
- Lindleya
- Luetkea
- Lyonothamnus
- Malacomeles
- Malus
- Mespilus
- Neillia
- Neviusia
- Oemleria
- Osteomeles
- Peraphyllum
- Petrophytum
- Photinia
- Physocarpus
- Prinsepia
- Prunus
- Pseudocydonia
- Pyracantha
- Pyrus
- Rhaphiolepis
- Rhodotypos
- Sibiraea
- Sorbaria
- Sorbus
- Spiraea
- Spiraeanthus
- †Stonebergia (Eoceno temprano; formación Allenby, Canadá)[9]
- Stranvaesia
- Torminalis, aquí considerado subgénero Torminaria de Sorbus
- Vauquelinia
- Xerospiraea